# Les Noces d'or
 (juillet 2025).
Ne doit pas être confondu avec Les Noces pourpres.
Pour plus de détails, voir Fiche technique et Distribution.
Les Noces d'or (titre original Nozze d'oro) est un court métrage muet italien réalisé par Luigi Maggi et Arturo Ambrosio, sorti en 1911.

## Synopsis
Le film reconstitue la bataille de Palestro survenue en 1859.

## Fiche technique
- Titre : Les Noces d'or
- Titre original : Nozze d'oro
- Réalisation : Luigi Maggi et Arturo Ambrosio
- Scénario : Arrigo Frusta
- Production : Società Anonima Ambrosio
- Pays de production :  Royaume d'Italie
- Format : Noir et blanc - Film muet
- Genre : Drame, Film historique
- Durée : 10 minutes
- Dates de sortie : Royaume d'Italie et France : 27 octobre 1911

## Distribution
- Alberto Capozzi
- Mary Cleo Tarlarini
- Mario Voller-Buzzi
- Luigi Maggi
- Paolo Azzurri
- Giuseppe Gray
- Oreste Grandi
- Norina Rasero
- Ernesto Vaser

## Distinctions
- 1911 : Premier prix dans la catégorie « Films » à l’exposition universelle de Turin[1]